# Bulonga distans
Bulonga distans là một loài bướm đêm trong họ Geometridae.